# 許俊豪
許俊豪（1991年2月24日—），香港歌手、藝人、演員，香港唱跳組合BOP天堂鳥成員之一。現為天盟娛樂及邵氏兄弟旗下經理人合約藝員兼無綫電視基本藝員，亦有兼職私人健身教練、美甲店老闆。

## 簡歷
許俊豪曾就讀西貢崇真天主教學校（中學部），預科畢業後投入演藝行業從事模特兒及演員工作，曾於2012年修讀香港電視網絡前身的「城市電訊電視部」CTI藝員訓練班並參演其下的多套電視劇，當中包括《警界線》、《來生不做香港人》及《歲月樓情》等。由於2013年10月15日香港政府宣佈不接納香港電視網絡之免費電視服務牌照申請，香港電視網絡一度因未能獲發牌照而中止製作節目，其後宣佈轉營行動電視，早前停拍劇集陸續復拍，於2014年1月開拍新劇《末日+5》，亦是最後一套許俊豪有份參演的香港電視網絡電視劇集。
許俊豪自2014年2月簽約創富文化集團加入唱跳組合「BOP天堂鳥」發展，三位成員包括葉泓聲（Gordon）、許俊豪（Lincoln）和 歐喬鋒（Tyrese），於2014-2015年分別推出兩張專輯《天堂鳥》及《BOP-Holic》，以及於2014年12月在九龍灣國際展貿中心開兩場《天堂鳥Wanna Fly音樂會》，當中出道首支歌曲《登陸太陽》最為人熟悉。由於公司安排他們拍攝有損形象的不雅照片及擬未有履行合約承諾，三位成員於2016年向法庭入稟申請與兩間經理人公司解除合約。「BOP天堂鳥」於2018年簽約新公司天盟娛樂重新出發，同年推出新公司首支派台歌《Take Me Higher》。直至2021年，「BOP天堂鳥」因歐喬鋒（Tyrese）決定暫別娛樂圈以專注園藝生意及計劃結婚，而三位成員與公司相討後一致決定解散組合，許俊豪（Lincoln）和葉泓聲（Gordon）則與邵氏兄弟和無綫電視簽約並分開作獨立發展，「BOP天堂鳥」三位成員於2021年8月14日在九龍灣國際展貿中心開一場告別演唱會《BOP天堂鳥 THE LAST DANCE》，演唱會上三人亦表示希望終有一日再合體以「BOP天堂鳥」與歌迷見面。
而許俊豪於2021年3月加入邵氏兄弟和無綫電視後，首部代表作是《愛上我的衰神》的竇哲人。2022年被TVB挑選了與九位男藝員以男團Super Tiger名義於2月1日（大年初一）的虎年賀年節目《恭喜發財好運來》上表演，後此男團定位為期間限定，曾在其他節目表演。

## 音樂作品

### 歌曲
| 年份   | 歌曲           |
| 2014年 | 登陸太陽       |
| 2014年 | What You Want  |
| 2014年 | Hey A (國語)   |
| 2014年 | 飛翔           |
| 2015年 | Playa Hater    |
| 2015年 | Set Me Free    |
| 2015年 | Milky Way      |
| 2015年 | 說天說地       |
| 2015年 | 給我吧 (國語)  |
| 2017年 | Take Me Higher |
| 2018年 | 把你捧在手心裡 |
| 2019年 | 故作瀟灑       |
| 2019年 | 重新           |
| 2020年 | 冒險島         |

### 演唱會/音樂會
| 年份   | 日期        | 場地                         | 場次 | 音樂會                    |
| 2014年 | 12月27-28日 | 九龍灣國際展貿中心Music Zone | 2場  | 《天堂鳥Wanna Fly音樂會》 |
| 2021年 | 8月14日     | 九龍灣國際展貿中心展貿廳3    | 1場  | 《The Last Dance演唱會》  |

### 簽唱會 / 新歌發佈會
| 年份   | 日期     | 地點              | 簽唱會 / 新歌發佈會                             |
| 2014年 | 5月24日  | 廣州 地王廣場     | 《天堂鳥新碟簽唱會》                            |
| 2014年 | 9月20日  | 香港 iSquare      | 《iSquare x BOP天堂鳥慈善義賣簽唱會》           |
| 2015年 | 12月29日 | 香港              | 《HMV x BOP天堂鳥"HOLIC"新碟發佈簽唱會》        |
| 2017年 | 6月17日  | 香港 西九龍中心   | 《BOP Take Me Higher 簽唱會》                   |
| 2017年 | 6月25日  | 廣州 天娛廣場     | 《BOP Take Me Higher 簽唱會》                   |
| 2017年 | 8月5日   | 廣州 富邦中心     | 《BOP Take Me Higher 簽唱會》                   |
| 2017年 | 11月11日 | 東莞 東城萬達廣場 | 《BOP Take Me Higher 簽唱會》                   |
| 2017年 | 12月24日 | 廣州 番禺祈福新村 | 《BOP Take Me Higher 簽唱會》                   |
| 2019年 | 3月21日  | 香港              | 「BOP天堂鳥 加盟天盟娛樂簽約儀式 暨 新歌發佈」  |
| 2019年 | 4月17日  | 香港 西九龍中心   | 「BOP天堂鳥《故作瀟灑》新歌發佈會 @西九龍中心」 |
| 2019年 | 6月2日   | 香港 The One      | 「The One x BOP天堂鳥《故作瀟灑》新歌發佈會」   |

### 音樂演出
| 年份   | 日期    | 地區 | 音樂會                                   |
| 2015年 | 3月27日 | 香港 | 《香港亞洲流行音樂節》                   |
| 2018年 | 12月6日 | 香港 | 《Rock'n Life慈善音樂會》                |
| 2019年 | 1月1日  | 廣州 | 《聽見花開 - 海心沙流行音樂新年秀》      |
| 2019年 | 1月15日 | 香港 | 《聽得見的愛》慈善演唱會2019             |
| 2019年 | 8月17日 | 清遠 | 《第六屆粵語歌曲排行榜》第二輪打榜音樂會 |

| 年份   | 日期     | 歌手   | 演唱會                                             |
| 2015年 | 4月4-5日 | 吳國敬 | 《敬 • 愛音樂吳國敬30載作品展音樂會》              |
| 2017年 | 12月26日 | 陳欣健 | 《陳欣健Even Now 此情此刻 • 濃情金曲聖誕夜演唱會》 |

| 年份   | 播放日期 | 電視台                 | 拍攝地 | 節目名稱           | 備註                       |
| 2016年 | 2月6日   | TVB                    | 香港   | 《樂勢力》         |                            |
| 2016年 | 2月9日   | TVB8                   | 香港   | 《超級樂壇全接觸》 |                            |
| 2016年 | 2月14日  | TVB                    | 香港   | 《J2靚聲王》       |                            |
| 2016年 | 2月21日  | TVB                    | 香港   | 《J2靚聲王》       |                            |
| 2016年 | 3月26日  | TVB                    | 香港   | 《勁歌金曲》       |                            |
| 2016年 | 4月2日   | TVB                    | 香港   | 《Music Cafe》     |                            |
| 2016年 | 6月7日   | TVB                    | 香港   | 《無間音樂》       |                            |
| 2016年 | 6月19日  | TVB                    | 香港   | 《勁歌金曲》       |                            |
| 2018年 | 8月17日  | 中國中央電視台         | 北京   | 《超級樂隊》       | 演唱《護花使者》、《再見》 |
| 2018年 | 11月24日 | 廣東廣播電視台珠江頻道 | 廣州   | 《2018粵語好聲音》 |                            |

| 年份   | 播放日期 | 電視台                 | 拍攝地 | 節目名稱     | 集數     | 曲目                    | 備註                    |
| 2015年 | 10月17日 | 廣東廣播電視台珠江頻道 | 廣州   | 《麥王爭霸》 | 第一期   | 《全日愛》              | 與組合成員、葉楓華 合唱 |
| 2015年 | 10月30日 | 廣東廣播電視台珠江頻道 | 廣州   | 《麥王爭霸》 | 第三期   | 《愛情當入樽》          |                         |
| 2015年 | 11月7日  | 廣東廣播電視台珠江頻道 | 廣州   | 《麥王爭霸》 | 第四期   | 《幸福摩天輪》          |                         |
| 2015年 | 11月14日 | 廣東廣播電視台珠江頻道 | 廣州   | 《麥王爭霸》 | 第五期   | 《友情歲月》            |                         |
| 2015年 | 11月21日 | 廣東廣播電視台珠江頻道 | 廣州   | 《麥王爭霸》 | 第六期   | 《有效日期》            |                         |
| 2015年 | 11月28日 | 廣東廣播電視台珠江頻道 | 廣州   | 《麥王爭霸》 | 第七期   | 《Lonely》              |                         |
| 2015年 | 12月5日  | 廣東廣播電視台珠江頻道 | 廣州   | 《麥王爭霸》 | 第八期   | 《你是我的女人》        |                         |
| 2015年 | 12月12日 | 廣東廣播電視台珠江頻道 | 廣州   | 《麥王爭霸》 | 第九期   | 《紅色跑車》            |                         |
| 2015年 | 12月12日 | 廣東廣播電視台珠江頻道 | 廣州   | 《麥王爭霸》 | 第九期   | 《夢中人》              | 與梁子媛 合唱           |
| 2015年 | 12月19日 | 廣東廣播電視台珠江頻道 | 廣州   | 《麥王爭霸》 | 第十期   | 《大激想》              | 與梁子媛 合唱           |
| 2015年 | 12月26日 | 廣東廣播電視台珠江頻道 | 廣州   | 《麥王爭霸》 | 第十一期 | 《熱力節拍 Wou Bom Ba》 | 與梁子媛 合唱           |
| 2015年 | 12月26日 | 廣東廣播電視台珠江頻道 | 廣州   | 《麥王爭霸》 | 第十一期 | 《火熱動感》            | 與梁子媛 合唱           |

## 戲劇演出

### 電視劇
| 年份         | 首播日期 | 劇名                  | 角色             |
| 香港電視網絡 |          |                       |                  |
| 2014年       | 11月19日 | 《警界線》            | 警察             |
| 2014年       | 12月12日 | 《來生不做香港人》    | 示威人士         |
| 2015年       | 5月12日  | 《歲月樓情》          | 丁日南（少年）   |
| 2015年       | 6月2日   | 《還來得及再愛你》    | 大學生           |
| 2015年       | 6月15日  | 《末日+5》            | 大學生           |
| 無綫電視     |          |                       |                  |
| 2021年       | 5月3日   | 《逆天奇案》          | 電競隊員         |
| 2021年       | 12月27日 | 《愛上我的衰神》      | 竇哲人           |
| 2022年       | 1月27日  | 《愛·回家之開心速遞》 | 虛構人物阿猛     |
| 2022年       | 11月14日 | 《法證先鋒V》         | 鍾學禮           |
| 2023年       | 3月6日   | 《隱形戰隊》          | 游國堃           |
| 2023年       | 4月10日  | 《法言人》            | 彭綽韜           |
| 2023年       | 9月11日  | 《你好，我的大夫》    | 張鐫祺（Hunter） |
| 2023年       | 10月7日  | 《愛·回家之開心速遞》 | 阿希             |
| 2025年       | 2月10日  | 《痞子無間道》        | 年輕高勳         |
| 2025年       | 3月17日  | 《奪命提示》          | 卞經海           |
| 2025年       | 5月19日  | 《刑偵12》            | 杜子俊           |
| 邵氏兄弟     |          |                       |                  |
| 2025年       | 6月23日  | 《執法者們》          | Ricky            |

### 電影
| 年份   | 劇名         | 角色 | 備註            |
| 2015年 | 《12金鴨》   | 客串 | 與組合成員 客串 |
| 2015年 | 《沒女神探》 | 客串 | 與組合成員 客串 |

### 微電影
| 年份   | 劇名                       | 角色                      | 備註                                                                            |
| 2015年 | 《鐵人兄弟 Iron Brothers》 | Lincoln (飾 80年代機械人) | 此為《第二屆微電影「創+作」支援計劃》參賽微電影，並獲得「最受歡迎微電影」獎項。 |

### 網絡電影
| 年份   | 播放平台 | 劇名           | 角色   | 備註 |
| 2018年 | 優酷     | 《穿越愛情線》 | 許俊豪 |      |
| 待播   |          | 《星座神偷》   | 許俊豪 |      |

### 舞台劇 / 音樂劇
| 年份   | 演出日期          | 場次 | 劇名                 | 角色    | 備註 |
| 2015年 | 4月30日 - 5月3日  | 6場  | 《大帽山自梳女鬼》   | Lincoln |      |
| 2017年 | 8月18日 - 9月17日 | 40場 | 《我和青天有個秘密》 | 張龍    |      |

### 電台廣播劇
| 年份   | 播放日期 | 電台     | 節目名稱          | 角色   | 集數         | 備註     |
| 2015年 | 8月19日  | 新城電台 | 《81.74平方的愛》 | 范子龍 | 第3、6 、7集 | 聲音演繹 |

## 電視綜藝節目
| 年份   | 播放日期          | 平台                   | 節目名稱                                             | 備註                            |
| 2014年 | 12月6日           | TVB                    | 《歡樂滿東華》                                       |                                 |
| 2015年 | 1月12日           | TVB                    | 《兄弟幫》                                           | EP.1274 校園「風頭躉」必勝法    |
| 2015年 | 1月13日           | TVB                    | 《兄弟幫》                                           | EP.1275 豁！豁出去！            |
| 2015年 | 1月26日           | TVB                    | 《姊妹淘》                                           | 第五輯 EP.32 劈腿               |
| 2015年 | 2月19日           | TVB                    | 《羊羊得意過新年》                                   | 賀年特備節目                    |
| 2015年 | 5月12日           | TVB                    |                                                      |                                 |
| 2015年 | 5月21日           | TVB                    | 《兄弟幫》                                           | EP.1366 民歌王子(上)            |
| 2015年 | 5月22日           | TVB                    | 《兄弟幫》                                           | EP.1367 民歌王子(下)            |
| 2015年 | 5月23日           | TVB                    | 《萬眾同心公益金》                                   |                                 |
| 2016年 | 2月8日            | TVB                    | 《靈猴獻瑞賀新禧》                                   |                                 |
| 2016年 | 2月20日           | 有線                   | 《猴年人人行好運》                                   |                                 |
| 2016年 | 2月22日           | 廣東廣播電視台珠江頻道 | 《男神女神斗歌會》                                   |                                 |
| 2016年 | 2月26日           | TVB                    | 《今日VIP》                                          |                                 |
| 2016年 | 2月29日           | TVB                    | 《姊妹淘》                                           | 第五輯 EP.257 害羞型男          |
| 2016年 | 3月1日            | TVB                    | 《姊妹淘》                                           | 第五輯 EP.258 時尚西裝          |
| 2016年 | 5月14日           | TVB                    | 《夜消磨》                                           |                                 |
| 2016年 | 5月14日           | 有線                   | 《伍姑娘真識食》                                     |                                 |
| 2016年 | 5月29日           | 廣東衛視               | 《活力大衝關》                                       |                                 |
| 2016年 | 6月4日            | 廣東衛視               | 《活力大衝關》                                       |                                 |
| 2017年 | 1月14日 - 3月18日 | 廣東廣播電視台珠江頻道 | 《海島之戀》                                         | 九集實景節目，拍攝於印尼 美娜多 |
| 2017年 | 6月22日           | 奇妙電視               | 《同Sing同戲》                                       |                                 |
| 2017年 | 7月27日           | 廣東廣播電視台珠江頻道 | 《娛樂沒有圈》                                       |                                 |
| 2017年 | 12月1日           | 廣東廣播電視台珠江頻道 | 《超級辣媽》年度盛典                                 |                                 |
| 2018年 | 2月4日            | 香港電台電視31         | 《影動青春》                                         |                                 |
| 2018年 | 2月15日           | 廣東廣播電視台珠江頻道 | 《珠江歡騰旺旺年》                                   | 2018廣東廣播電視台春節晚會      |
| 2019年 | 10月24日          | 香港電台電視31         | 《樂迷年代》                                         |                                 |
| 2021年 | 11月19日          | TVB                    | 《萬千星輝賀台慶》                                   |                                 |
| 2022年 | 2月1日            | TVB                    | 《恭喜發財好運來》                                   | Hit歌勁舞Super Tiger            |
| 2023年 | 9月3日            | TVB                    | 《獎門人中秋感謝祭》                                 |                                 |
| 2023年 | 10月1日           | TVB                    | 《香港同胞慶祝中華人民共和國成立七十四周年文藝晚會》 |                                 |
| 2023年 | 11月11日          | TVB                    | 《善心滿載仁愛堂》                                   |                                 |
| 2024年 | 2月10日           | TVB                    | 《新春保良迎金龍》                                   |                                 |

## 獎項

### 歌曲獎項
| 年份   | 日期     | 地點   | 頒獎禮                                       | 獎項                      | 得獎歌曲           |
| 2014年 | 7月22日  | 香港   | M21完全青年·我最喜愛華語歌曲頒獎禮 2014      | 我最愛華語歌曲獎          | 《What You Want》  |
| 2014年 | 7月22日  | 香港   | M21完全青年·我最喜愛華語歌曲頒獎禮 2014      | 我最愛華語新星獎 - 銀獎   |                    |
| 2014年 | 8月8日   | 香港   | 紅爆校園流行音樂榜頒獎典禮                   | 最受歡迎組合獎            |                    |
| 2014年 | 8月22日  | 香港   | Roadshow第一屆粵語歌曲排行榜頒獎禮           | 最受歡迎男新人獎          |                    |
| 2014年 | 8月26日  | 香港   | 新城國語力頒獎禮2014                         | 新城國語力新人王          |                    |
| 2014年 | 12月6日  | 香港   | 新城熱捧新星Show                             | 最Like現場演繹組合新人獎  |                    |
| 2014年 | 12月14日 | 廣州   | 音樂先鋒榜2014                               | 年度先鋒榜新樂隊組合獎    |                    |
| 2014年 | 12月26日 | 香港   | 新城勁爆頒獎禮2014                           | 新城勁爆新人王 (跳唱組合) |                    |
| 2015年 | 1月9日   | 香港   | 第37屆十大中文金曲頒獎音樂會                 | 最有前途新人獎 - 銀獎     |                    |
| 2015年 | 1月11日  | 加拿大 | 加拿大至HIT中文歌曲排行榜年度總選2014        | 全國推崇粵語新組合        |                    |
| 2015年 | 1月18日  | 香港   | 2014年度勁歌金曲頒獎典禮                     | 最佳樂隊組合獎 - 銅獎     |                    |
| 2015年 | 1月31日  | 廣州   | 第十屆《勁歌王》金曲金榜全球華人樂壇音樂盛典 | 最佳新人組合              |                    |
| 2015年 | 3月11日  | 香港   | IFPI香港唱片銷量大獎2014頒獎典禮             | 最暢銷本地新人組合獎      |                    |
| 2015年 | 10月日   | 香港   | 香港流行音樂MV頒獎典禮2015                   | 季選MV獎                  | 《Playa Hater》    |
| 2015年 | 12月20日 | 香港   | 2015年度勁歌金曲頒獎典禮                     | 最佳跳舞歌曲獎 - 銅獎     | 《Set Me Free》    |
| 2015年 | 12月26日 | 香港   | 新城勁爆頒獎禮2015                           | 新城勁爆跳唱組合          |                    |
| 2017年 | 12月1日  | 清遠   | 第屆粵語歌曲排行榜頒獎典禮                   | 最受歡迎組合獎            |                    |
| 2017年 | 12月8日  | 香港   | AEG 十大最受歡迎演唱會 暨 樂壇頒奬禮2017     | 鑽石跳唱組合              |                    |
| 2018年 | 3月23日  | 廣州   | 俊情K歌排行榜頒獎典禮                        | 最佳原創歌曲              | 《把你捧在心手裡》 |
| 2018年 | 5月20日  | 廣州   | 音樂先鋒榜 三十載榮耀盛典                    | 樂壇飛躍組合              |                    |
| 2018年 | 11月14日 | 澳門   | 2018全球華語金曲獎頒獎典禮                   | 傑出年輕歌手              |                    |

## 外部連結
- 許俊豪的Instagram帳戶
- 許俊豪 (Lincoln) Facebook （页面存档备份，存于）